# Kungliga tennishallen
Kungliga tennishallen, i officiella och marknadsföringssammanhang skrivet Kungl. Tennishallen, är en anläggning för tennis och evenemang vid Lidingövägen 75 i Stockholm. Byggnaden invigdes i oktober 1943 och ritades av arkitekt Sture Frölén. Här spelas den årliga tävlingen Stockholm Open, som hade premiär 1969.

## Historik

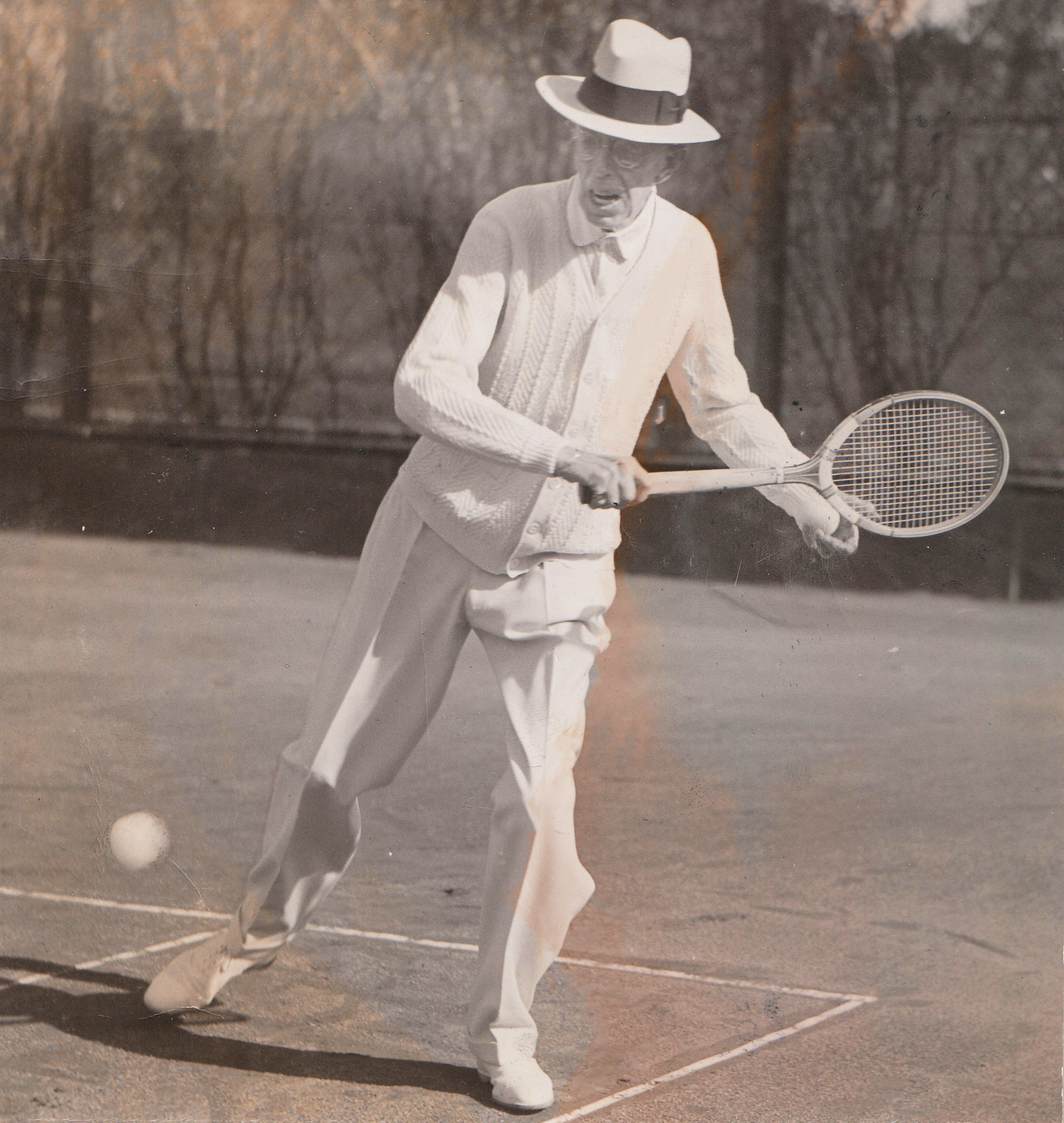
Gustaf V på tennisbanan i mitten av 1940-talet.

Arenan tillkom på initiativ av Kung Gustaf V och kunde realiseras genom ekonomiskt stöd från den tidens främsta entreprenörer med bankmannen Marcus Wallenberg och bilhandlaren Ernst S. Nilson i spetsen. Anläggningen uppfördes efter ritningar av arkitekt Sture Frölén, den kostade tre miljoner kronor att bygga och invigdes den 22 oktober 1943, mitt under andra världskriget. Invigningstalare var Ernst S Nilson i närvaro av bland andra kungafamiljen och statsministern Per-Albin Hansson.
Fasaderna är klädda med gult tegel. Entrébyggnaden har fyra våningar med foajé, reception, butik och restaurang på plan 3 och omklädningsrum, gym och squashbanor en våning ner. Till entrébyggnaden ansluter själva tennishallen. Hallens välvda tak bärs upp av en betongkonstruktion bestående av tvåledsbågar i stål och betong. Taket har en fri spännvidd av 48,5 meter. Flera band med takfönster släpper in dagsljus. På 1980-talet förlängdes hallen mot norr med ytterligare fem banor och på senare år har ytterligare fem inomhusbanor tillkommit.
Inför anläggningens 50-årsjubilerande 2 februari 1994 skrev Sune Sylvén i en annonsbilaga i Svenska Dagbladet bland annat: "Kungliga Tennishallen är en av idrottssveriges märkligaste byggnader, uppförd mitt under brinnande krig och med en omedelbar popularitet och allmän användbarhet, som gör att publiken villigt strömmar in i anläggningen ännu efter ett halvsekel".

## Historiska bilder, andra evenemang

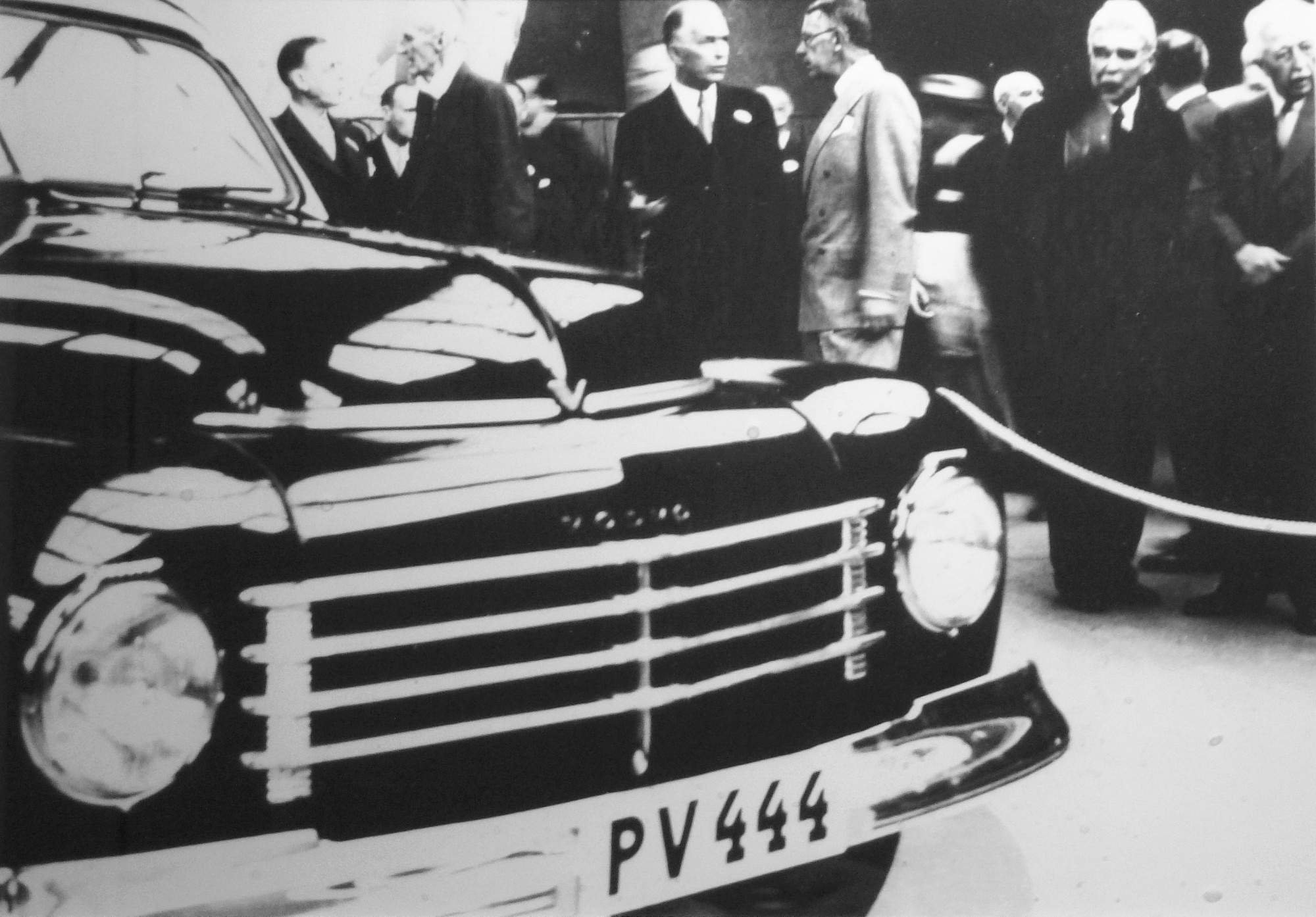
Volvo PV 444 lanseras, 1 september 1944.
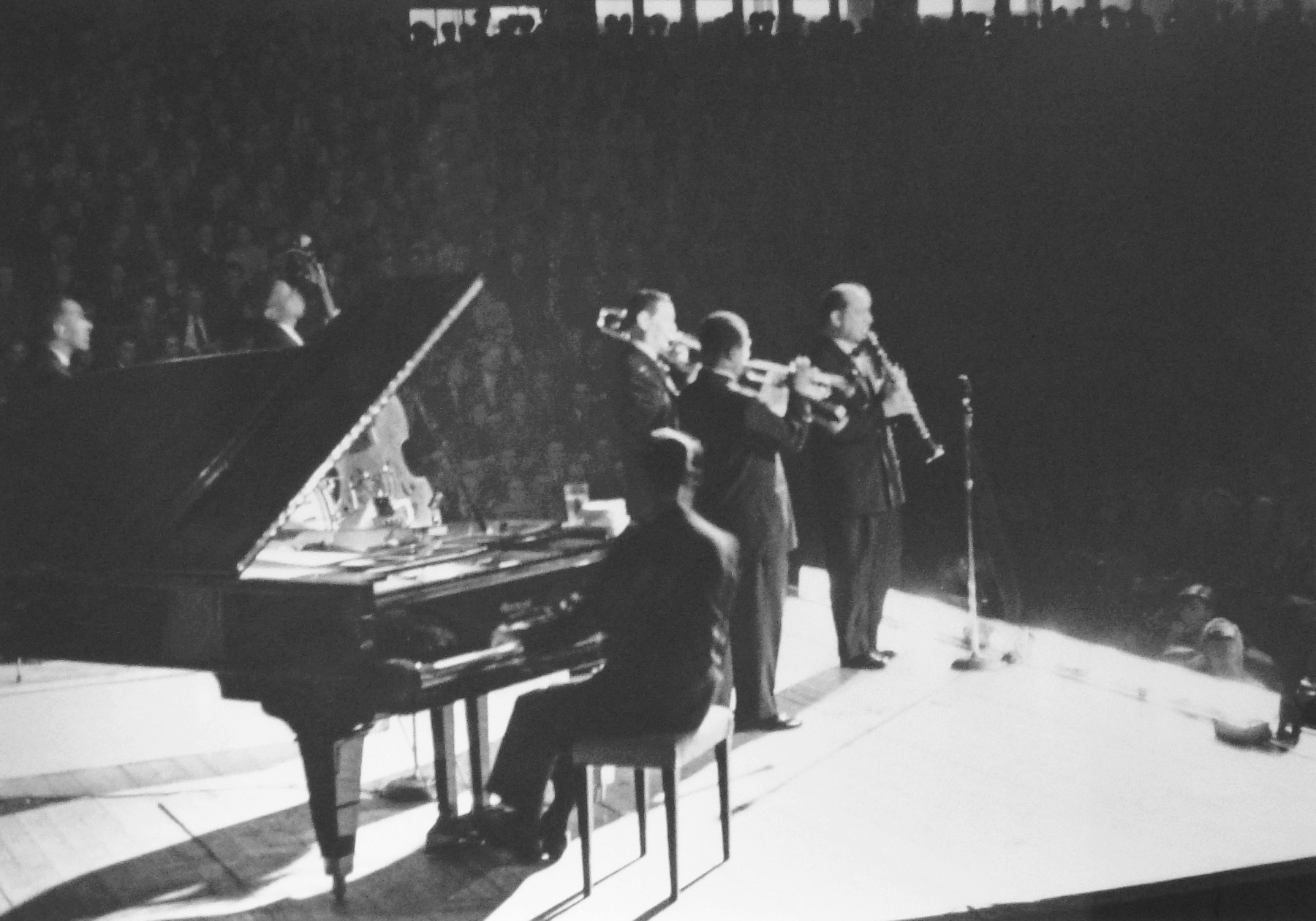
Louis Armstrong och Jack Teagarden, oktober 1949.
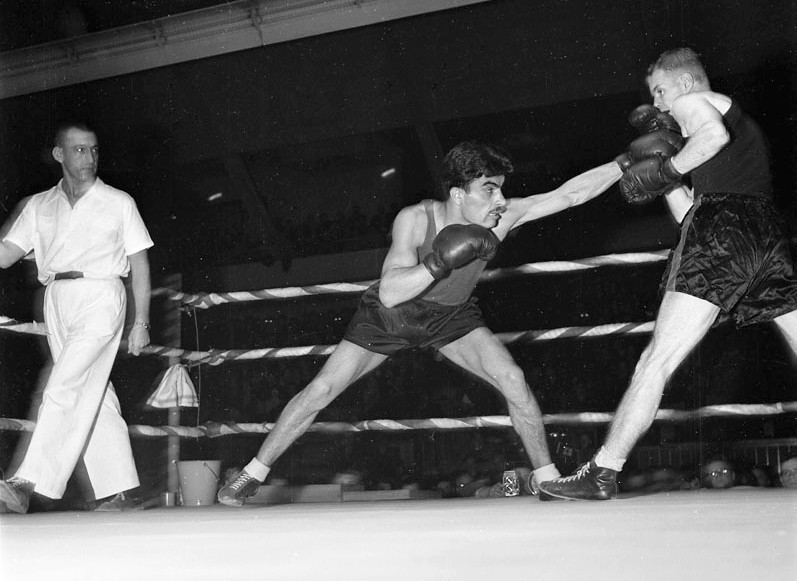
Boxning, oktober 1951.
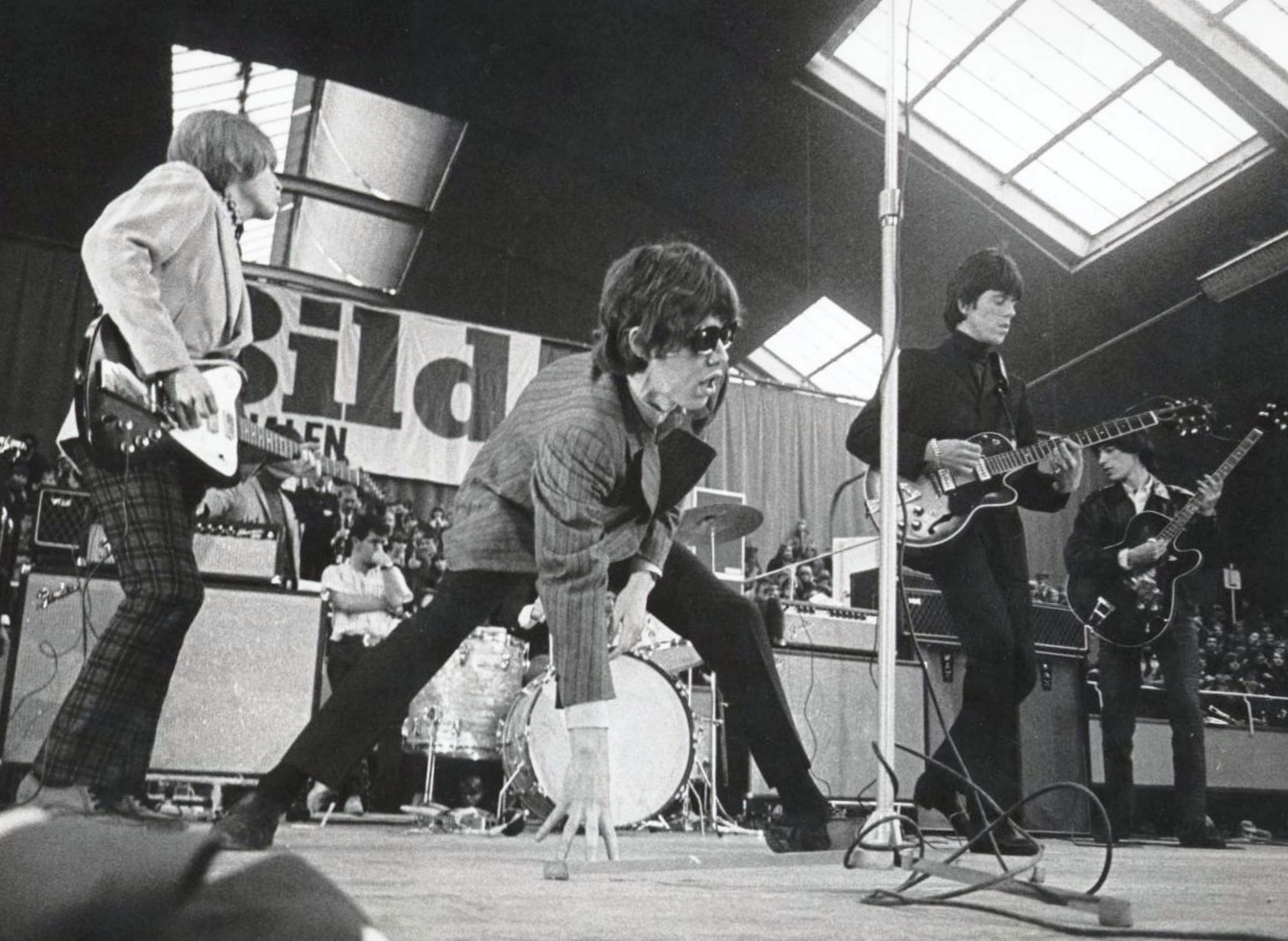
Popkonsert med The Rolling Stones, april 1966.

## Verksamhet
Den stora hallen användes inte enbart för tennis. Innan Sankt Eriks-Mässan hade en egen utställningshall hyrdes Kungliga tennishallen för utställningar. Under mässan i september 1944 premiärvisades här Volvo PV 444.
I hallen arrangerades även proffsboxning med bland andra Bosse Högberg och Ingemar Johansson. I Kungl. Tennishallen uppfördes många internationella konserter och framträdanden, här kan nämnas Louis Armstrong, Beatles och Rolling Stones. Sveriges största årligen återkommande internationella idrottsevenemang - Stockholm Open, spelas här sedan 1969 (med undantag för åren 1989–1994). Hemmaklubb är KLTK.
Idag omfattar anläggningen 15 tennisbanor inomhus, 6 utomhus samt 8 squashbanor. I arenan finns även ett gym och rehabcenter som drivs av InMo Medveten Träning. Fastigheten ägs av Kungl. Lawn Tennis Klubben (KLTK) och inrymmer också ett flertal externa hyresgäster, däribland Svenska Tennisförbundet, Stockholms Tennisförbund och ett hyrlager.

## Exteriörbilder

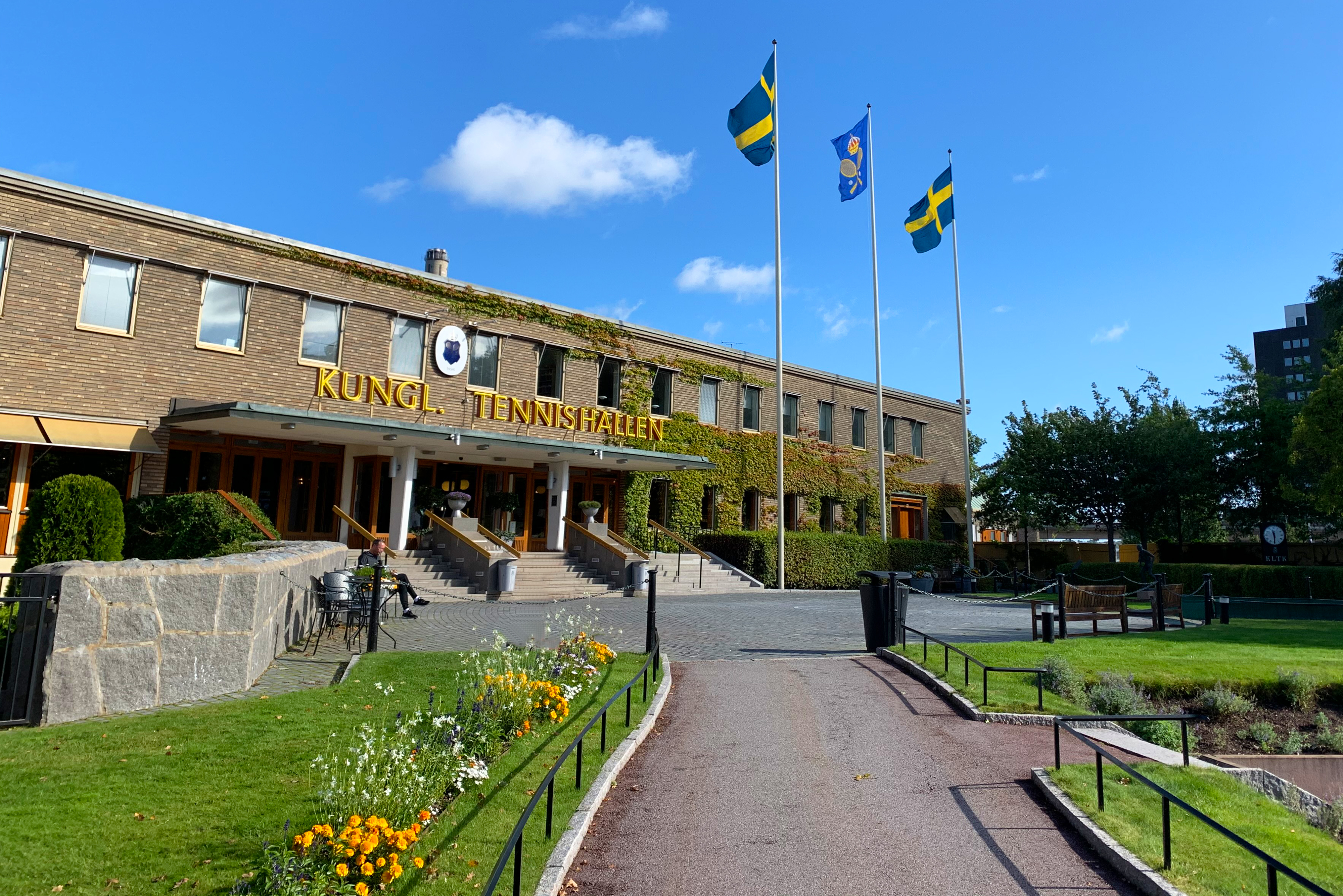
Entrén till Kungl. Tennishallen, sommaren 2020
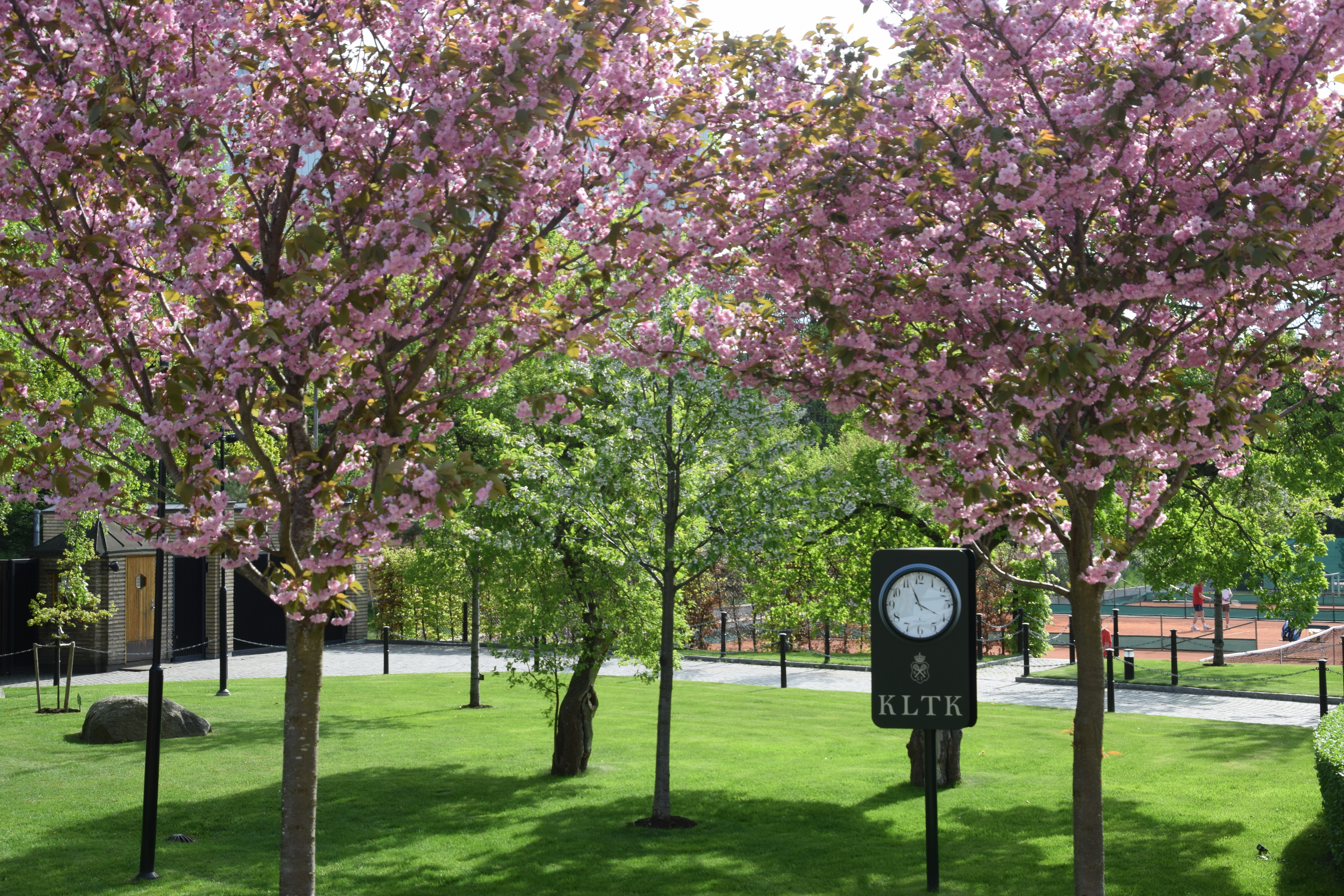
Vår i parken
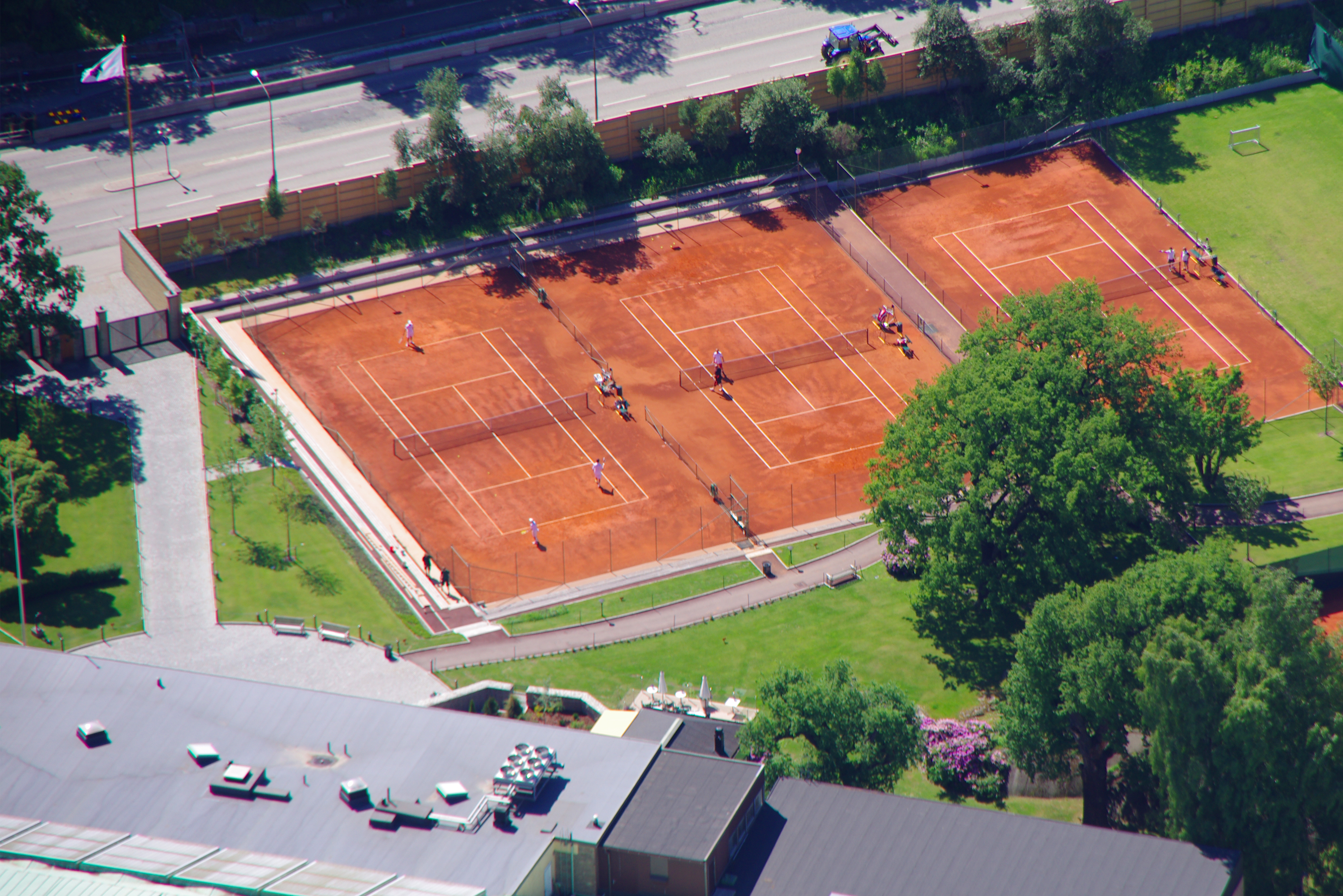
Tre av utomhusbanorna
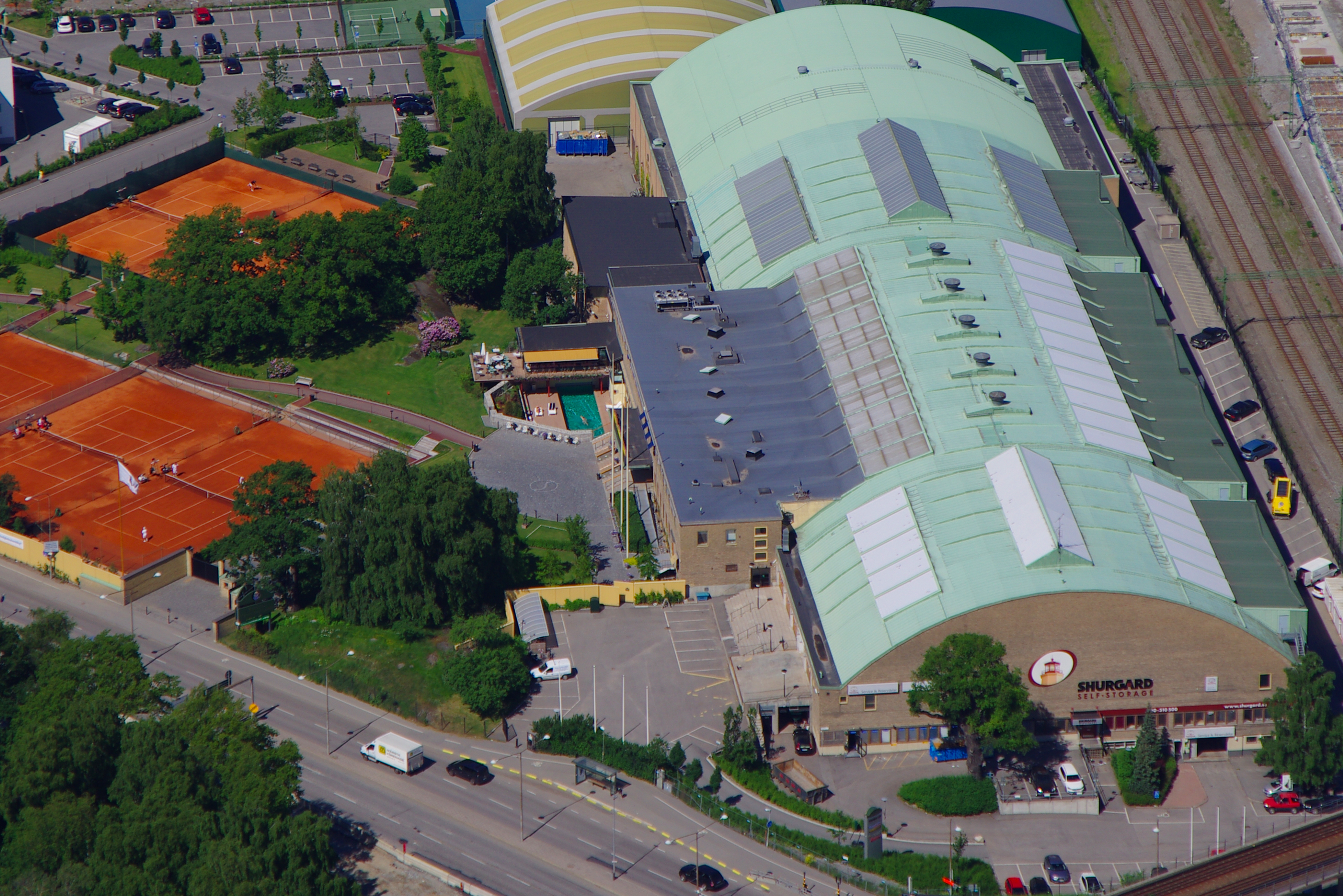
Hallen från sidan

## Interiörbilder

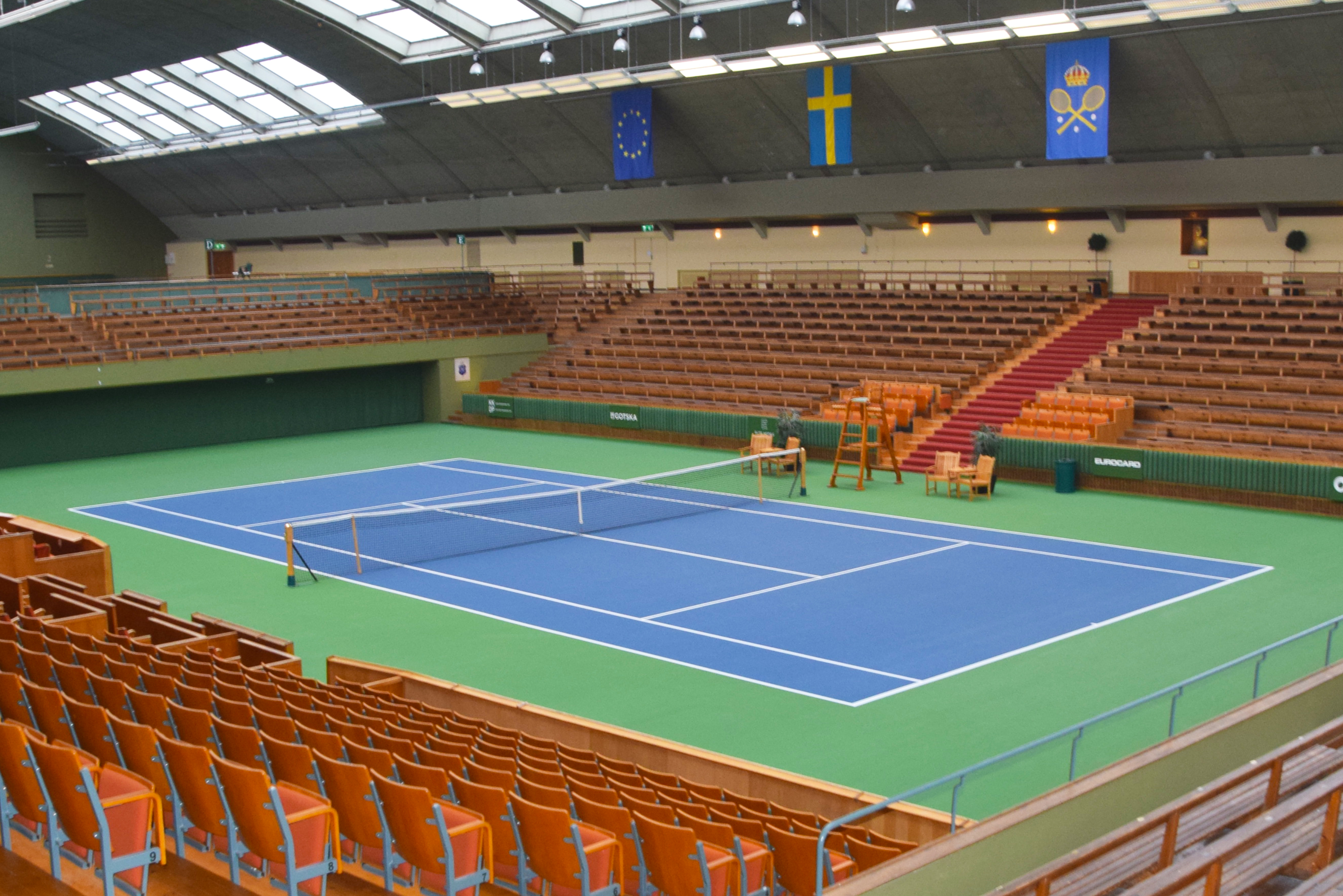
Centercourt
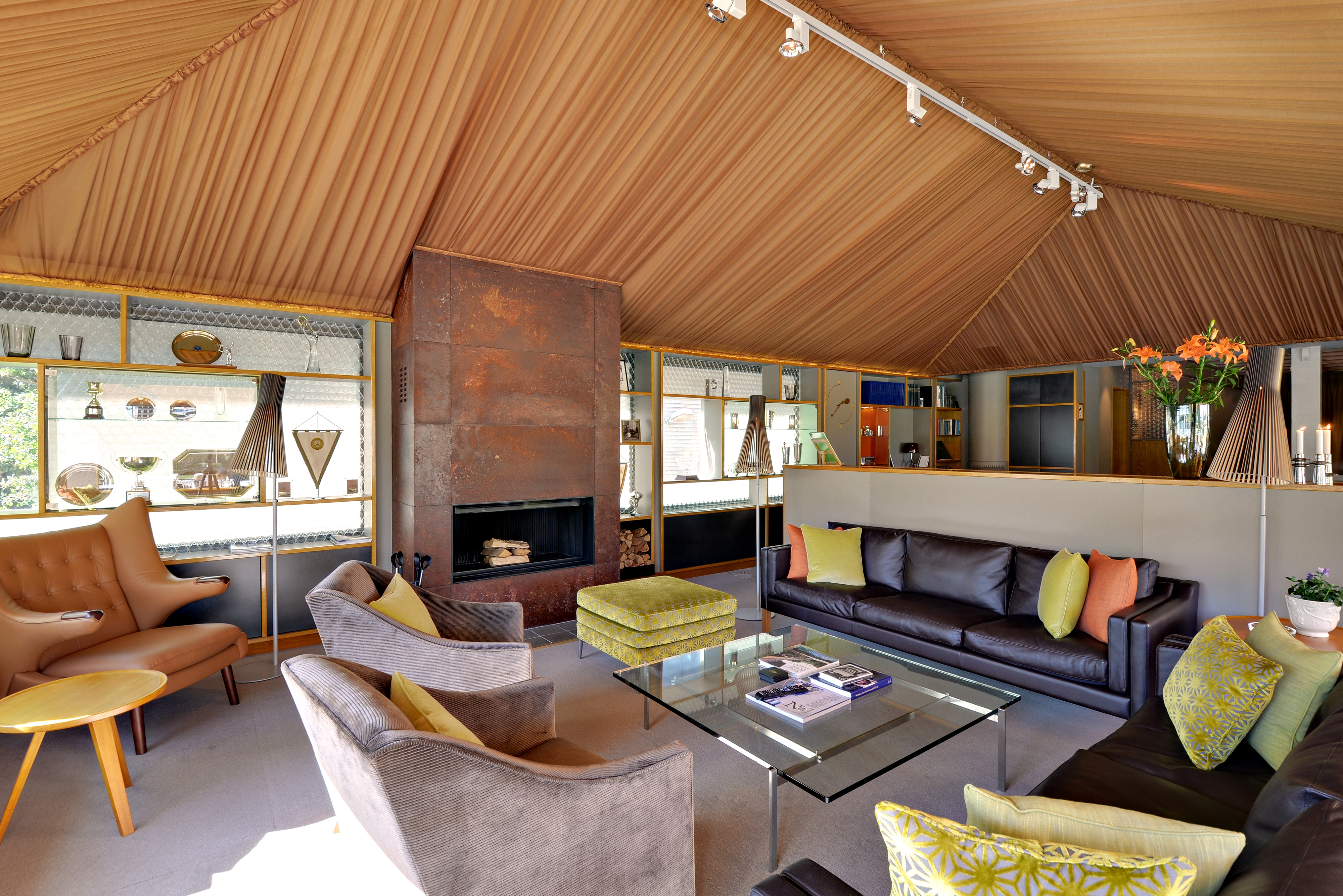
Medlemmars klubbrum
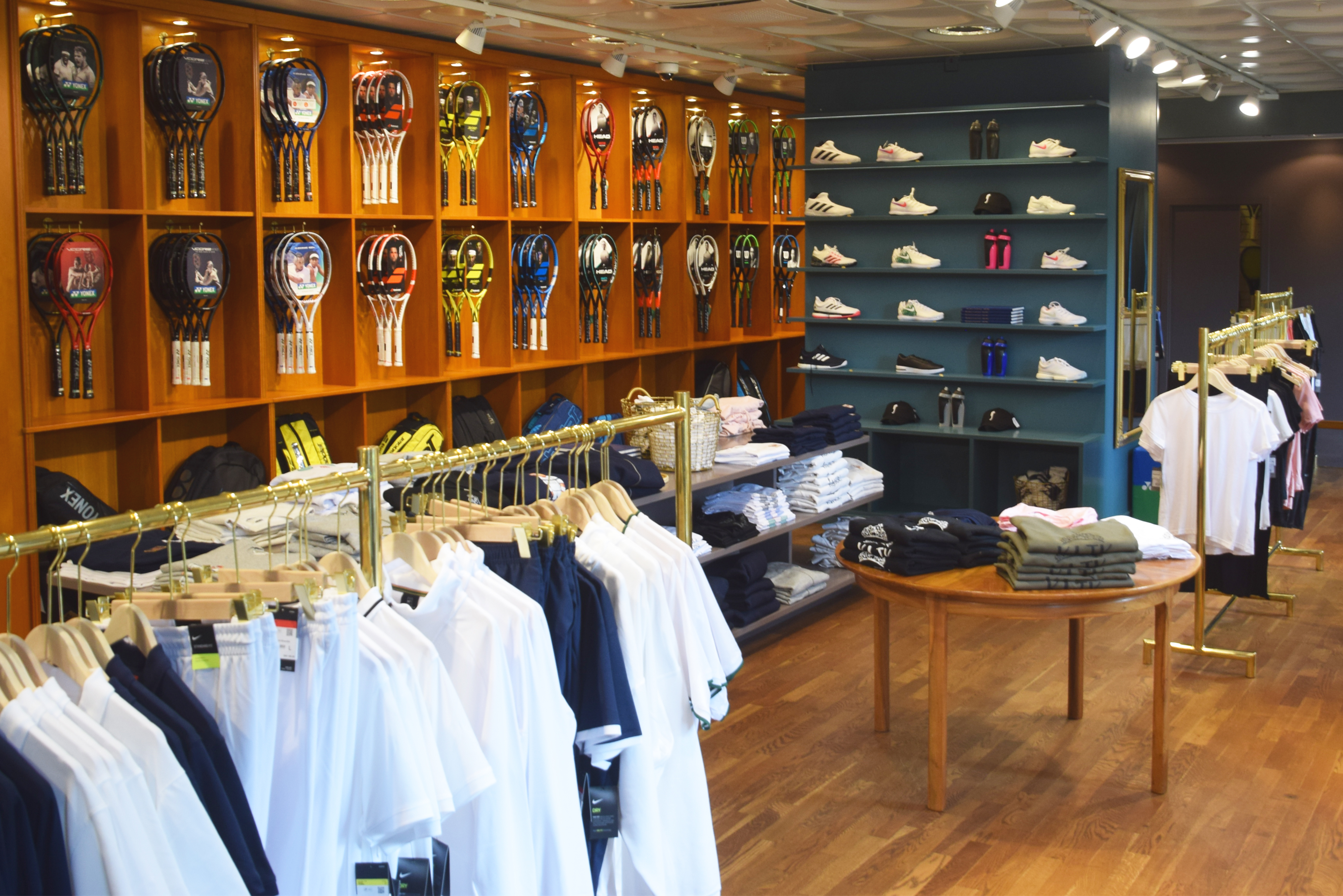
KLTK Butiken
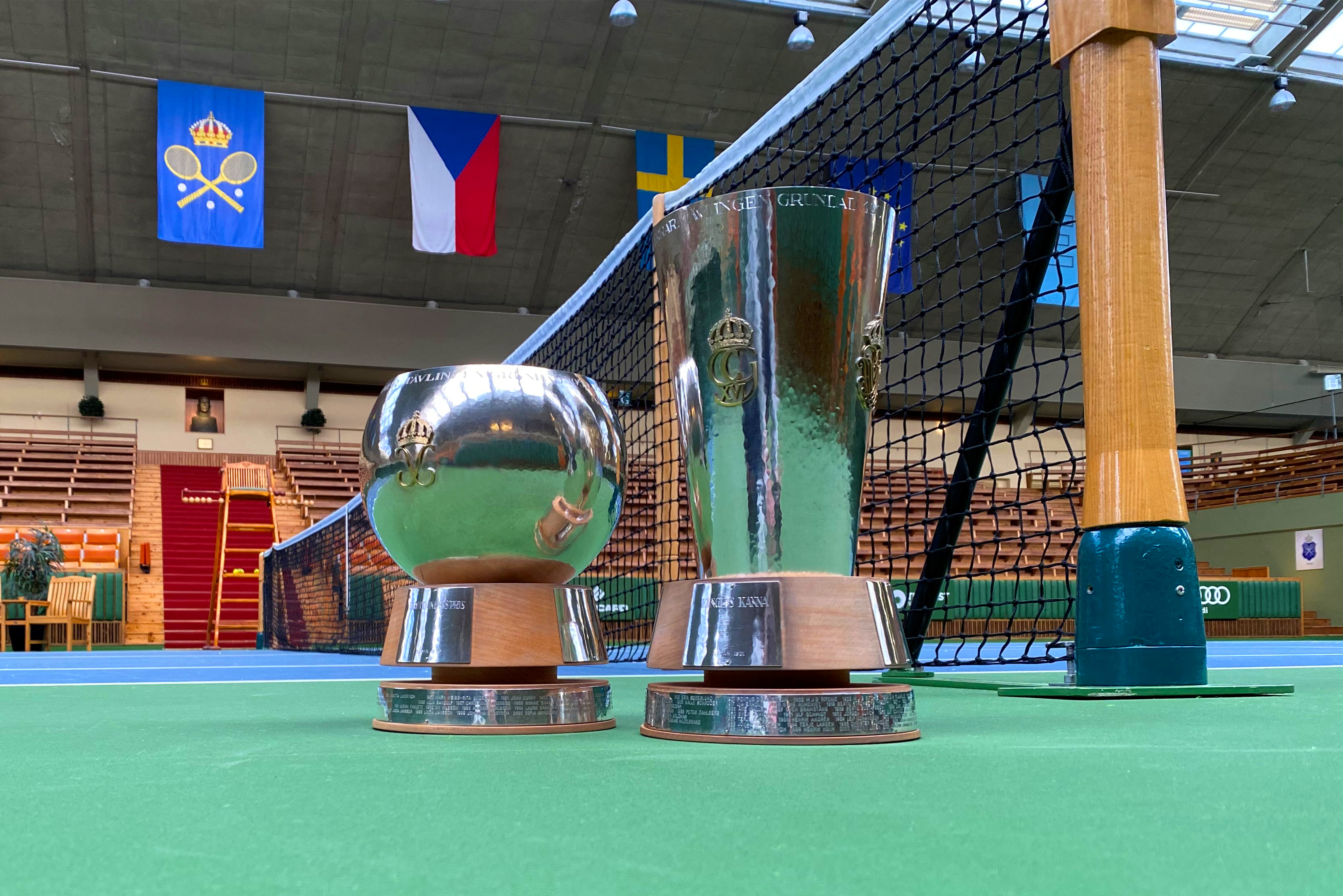
Pokaler Kungens Kanna & Drottningens Pris
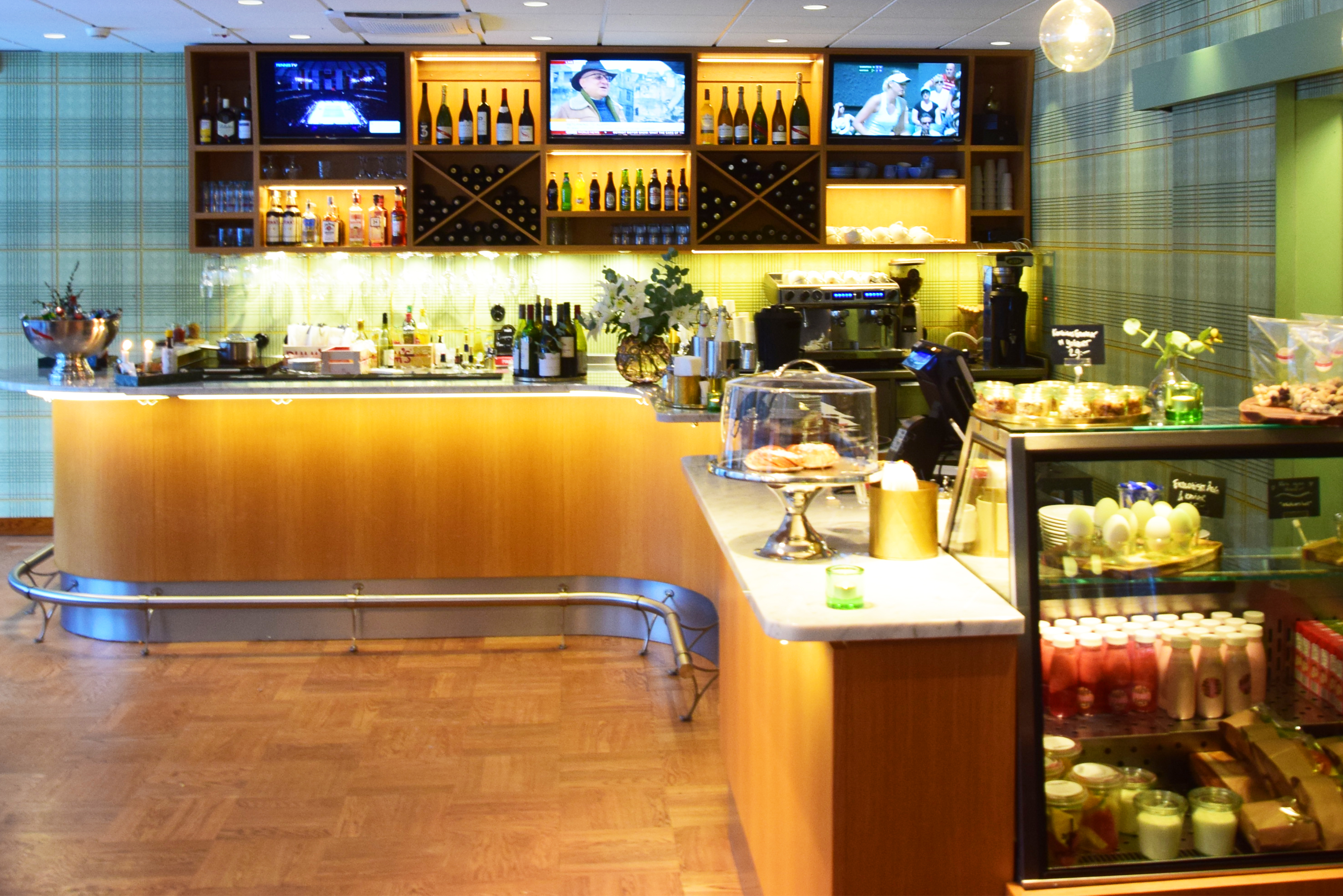
Restaurang Kungliga
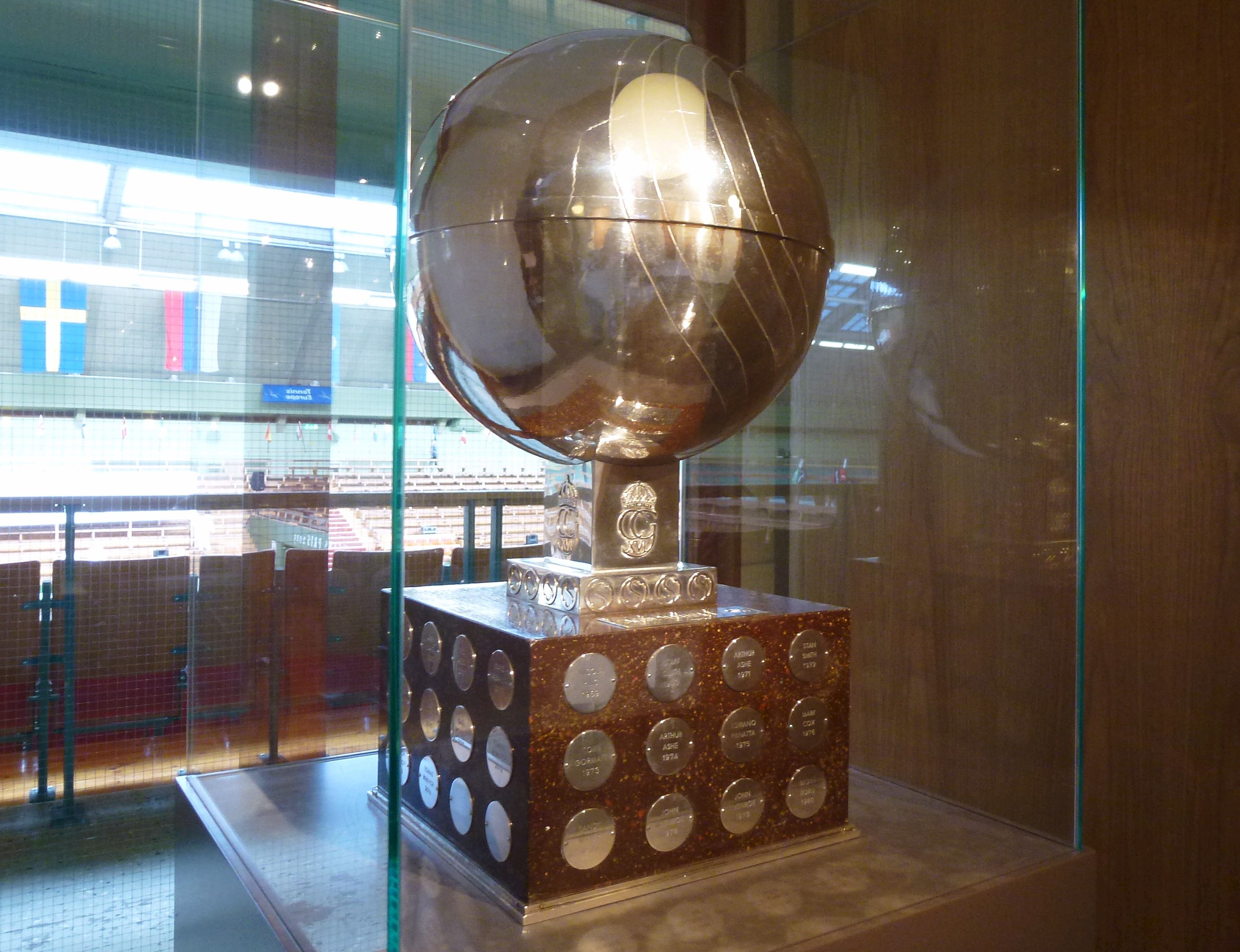
Swedish Royal Trophy